# Adi Osmanović
Adi Osmanović (ur. 6 maja 1995) – bośniacki siatkarz, grający na pozycji atakującego, reprezentant Bośni i Hercegowiny. 

## Sukcesy klubowe
Puchar Bośni i Hercegowiny:
- 2018, 2024

Mistrzostwa Bośni i Hercegowiny:
- 2018, 2024[3]

Mistrzostwa Egiptu:
- 2023

## Nagrody indywidualne
- 2024: MVP finału Pucharu Bośni i Hercegowiny